# Jebel Ali village
Jebel Ali Village es el nuevo desarrollo de la Jebel Ali existentes village.The existentes Jebel Ali aldea fue construida en 1977 para proporcionar alojamiento a expatriates.The Construcción en la re-desarrollo de la aldea de Jebel Ali ya se inició en 2008, y espera que se complete por 2013. El actual Villa s y los arrendatarios será demolido que dará espacio para otras nuevas. Jebel Ali aldea al finalizar constará de comercial, comunidad, y minorista las instalaciones, y la ampliación de los actuales parque central de 12 hectáreas.